# Wided Atatou
Wided Atatou, née le 15 juillet 1999 à Porto-Vecchio, est une athlète française, spécialiste des épreuves de sprint. 

## Biographie
Évoluant au sein du club Entente Nîmes Athlétisme, elle est quatrième de la finale du relais 4 × 100 mètres des Championnats du monde juniors 2018 à Tampere.
Elle fait partie du relais français terminant troisième du 4 × 100 mètres des Championnats d'Europe d'athlétisme par équipes 2021 à Chorzów ; la France termine sixième au classement général. Elle est médaillée de bronze du relais 4 x 100 mètres aux Championnats d'Europe espoirs d'athlétisme 2021 à Tallinn.
Elle est sélectionnée en équipe nationale du relais 4 × 100 mètres qui représentera la France aux Jeux olympiques de Tokyo.
Elle est médaillée d'argent du relais 4 × 100 mètres aux Jeux méditerranéens de 2022 à Oran.

## Résultats notoires

### International
| Date | Compétition         | Lieu | Résultat | Épreuve   | Temps   |
| ---- | ------------------- | ---- | -------- | --------- | ------- |
| 2022 | Jeux méditerranéens | Oran | 2e       | 4 x 100 m | 44 s 63 |

### National
- Championnats de France d'athlétisme :
  - Vice-championne de France du 100 m en 2020
  - Vice-championne de France du 200 m en 2020
  - 3e du 200 m en 2021
- Championnats de France d'athlétisme en salle :
  - 3e du 200 m en 2020 et en en 2021